# Henri Bernard
 (juillet 2011).
Pour les articles homonymes, voir Bernard et Henri Bernard (homonymie).
Henri Bernard, né le 3 août 1900 à Bruxelles et mort le 15 février 1987 à Schaerbeek, est un officier dans l'armée belge, résistant et professeur à l'École royale militaire. Il est principalement connu comme historien militaire. En 1986, le roi Baudouin lui a conféré le titre de baron.

## Biographie

### Famille
Henri Bernard est le fils de Léopold Bernard et de Clémence Dewez. Formé à l'École militaire, son père se distingue à la bataille de Liège et est blessé aux sorties d'Anvers et à l'Yser. En mai 1915, l'état-major de l'armée exige que la brigade qu'il commande lance une attaque qu'il estime inutile et coûteuse en hommes. Celle-ci échoue et le commandement lui est retiré. Il est alors mis à la retraite à sa demande. Il meurt en 1928 avec le grade de général-major honoraire.
En 1923, Henri Bernard épouse Anne Bougard, dont il aura deux fils et une fille (Henri, Jean et Sylvianne).

### Jeunesse
Après ses études primaires (à Wavre et à Bruxelles), Henri Bernard commence ses études gréco-latines au Collège Saint-Michel et les termine à l'Institut Saint-Louis en 1918. Entre 1908 et 1913, il accompagne souvent son père quand celui-ci rend visite au lieutenant-général Leman, commandant de l'École militaire et futur défenseur de Liège, ou au lieutenant-colonel Jacques, commandant en second de l'École. En 1917, durant l'occupation allemande de la Belgique, Henri Bernard est un distributeur du journal clandestin La Libre Belgique, en dépit des peines sévères comminées par l'occupant. Il reçoit, en 1919, la médaille civique de première classe 1914-1918 comme agent reconnu de la presse clandestine.

## Activités militaires

### L'officier
La carrière militaire de Henri Bernard commence le 2 décembre 1918, lorsqu'il entre comme volontaire au 2e régiment de grenadiers. Promu sous-lieutenant le 26 décembre 1921, il est désigné pour le 9e régiment de Ligne. Entre le 9 décembre 1924 et le 14 août 1929, il suit les cours de l'École militaire, section « artillerie et génie » (85e promotion). Entre-temps promu au grade de lieutenant (le 26 décembre 1924), il rejoint alors le 4e régiment du génie à Namur. Capitaine le 26 mars 1930, il passe en août au régiment des troupes de transmissions à Vilvorde. Le 15 septembre 1932, il entre comme élève à l'École de guerre et est breveté d'état-major le 21 août 1934. Il est désigné le 4 avril 1935 comme chargé de cours de géographie à l'École de Guerre. Tout en conservant cette charge, il retourne le 20 juillet au régiment des Troupes de Transmissions. À partir du 27 juillet 1938, il est chef du 3e bureau à l'état-major du 1er corps d'armée. Le 26 décembre, il passe dans la subdivision de capitaine-commandant.
Le 15 juin 1939, il est désigné comme chef de la section Travaux de la 4e Direction du Génie et des Fortifications (4 DGnF), chargée de construire la position Koningshooikt-Wavre sur laquelle l'armée livrerait bataille avec ses alliés en cas d'invasion allemande. Cette ligne de défense devait être prolongée jusqu'à la position fortifiée de Namur. On travaille d'arrache-pied au point que la position est solidement établie le 10 mai. Jusqu'au 15, Bernard parcourt la position sous les bombardements et coordonne l'achèvement des travaux. Il assure enfin le repli de ses unités, quand la position doit être évacuée par suite de l'effondrement du front français entre Dinant et Sedan.
Le 18, il remplace le commandant de la 4 DGnF appelé à d'autres fonctions. Il reçoit l'ordre de la conduire en France ; elle arrive à Montpellier le 6 juin et y est dissoute. Il est alors attaché au cabinet du lieutenant-général Denis, ministre de la Défense nationale, qui s'établit à Villeneuve-sur-Lot. Le moral de Bernard reste élevé. Malgré les revers de la Belgique et de la France, il croit en la victoire finale.
Le 27 septembre, il fait ses adieux au général Denis et retrouve sa famille à Bruxelles le 30.

### Le résistant
Avant de se lancer dans la clandestinité, il doit avoir une occupation qui lui serve de couverture. Il la trouve à l'Office des travaux de l'armée démobilisée, qui a été créé par les secrétaires généraux Oscar Plisnier  et Alexandre Delmer , et emploie des militaires de carrière ayant échappé à la captivité. Bernard explique en toute confiance ce qu'il veut entreprendre au colonel Goethals[Qui ?], ancien attaché militaire à Berlin, qui l'approuve et lui permet de travailler à mi-temps sous les ordres du colonel Deleval[Qui ?] ; celui-ci fermera les yeux car il a compris.
Il ne tarde pas à rencontrer le colonel de réserve Robert Lentz et le major médecin de réserve André[Qui ?] qui ont commencé à regrouper clandestinement des hommes sûrs mais ne s'occupent pas de renseignement. Par eux, il est mis en rapport avec Georges Leclercq, fonctionnaire au ministère de la Justice, et avec André Cauvin, avocat et cinéaste. À trois, ils fondent le service de renseignement "Luc" et l'étendent au point qu'il comptera plus de mille membres fin décembre 1941, répartis dans toute la Belgique. Un service de courrier amène de province les renseignements à Bruxelles où ils sont examinés, recoupés, confrontés, triés. Le problème est de les faire parvenir en Angleterre. Un début de solution est trouvé le 20 février 1941, jour où Bernard reçoit un envoyé du réseau belge "Benoît" établi à Limoux, près de Carcassonne. Il s'ensuivra que des courriers venus de Limoux arriveront périodiquement à Luc qui enverra ses propres courriers; des renseignements pourront ainsi être acheminés vers Londres. Les courriers de Luc emmèneront aussi en France non occupée, à destination de l'Angleterre ou du Congo, de nombreuses personnes désireuses d'y servir. Bernard participe plusieurs fois à ces évasions. Au début de l'été 1941, on lui amène un parachutiste arrivé d'Angleterre. Celui-ci vient faire l'inventaire des réseaux de renseignement existant, leur donner des directives, des conseils de sécurité. Il apprend à Bernard que les messages de Luc arrivent régulièrement depuis février en Angleterre. Cette visite entraînera un grand progrès dans le rendement des réseaux.
Le 4 octobre, il reçoit la visite de Jean Cassart, son camarade de la 85e promotion artillerie et génie. Parachuté d'Angleterre, envoyé par le Special Operations Executive (SOE), Cassart transmet à Bernard des directives de Londres, dont l'une est d'entreprendre et intensifier le sabotage militaire à l'aide du matériel qui sera parachuté. Bernard fusionne des groupes de Luc et de la Légion belge (qui deviendra l'Armée secrète); il organise ainsi plusieurs actes de sabotages qui réussissent. Mais des jours plus dangereux s'annoncent car un traître s'est infiltré dans Luc; une trentaine de ses agents et des membres de la Légion sont arrêtés. Luc changera de nom et deviendra "Marc" qui se consacrera exclusivement au renseignement.

### Londres
Il devient urgent que Bernard s'évade. Sa femme doit l'accompagner car elle a couru de grands risques en l'aidant dans ses actions clandestines. À la mi-décembre 1941, ils quittent la Belgique en emmenant leur fille Sylvianne qui a neuf ans (un des plus jeunes évadés de Belgique). Commence alors leur odyssée qui durera plus de trois mois: ils arriveront non sans péripéties en France non occupée et franchiront les Pyrénées en plein hiver. Ils quittent Lisbonne par hydravion et arrivent le 24 mars 1942 en Irlande. Ils sont à Londres le lendemain et s'y installent.
Le 9 avril, Bernard devient chef de la 2e section du ministère de la Défense nationale du Gouvernement Pierlot IV. Elle s'occupe de la résistance armée en Belgique et travaille en étroite collaboration avec le Special Operations Executive (SOE). Ayant acquis une grande expérience dans la lutte contre l'occupant, Bernard était tout désigné pour la tâche qu'il doit assumer. Il est de ceux qui, en juillet, accueillent le capitaine-commandant BEM Charles Claser, créateur, dès août 1940, de la Légion Belge. Claser s'est rendu à Londres pour recevoir du Gouvernement des directives pour les opérations futures de la Légion. Il est accueilli plutôt froidement par le Gouvernement, influencé par des personnalités politiques exilées qui considèrent la Légion comme un mouvement d'extrême-droite qui songerait moins à combattre l'occupant qu'à établir un régime "fort" à la libération. Bernard sait que cela est faux; il n'hésite pas à rédiger une note cinglante de mise au point qui lui vaut d'être rétrogradé au rang d'adjoint à son successeur. Il assume cette fonction du 23 novembre au 24 mai 1943. Après cette date, ses activités changent. Il effectue des stages dans les écoles britanniques du SOE, puis dans les grandes unités au cours de manœuvres préparatoires au second front. Dans les mois précédant le 6 juin 1944, il dispense de nombreux cours aux futurs officiers de liaison belges et britanniques, sur la géographie de la Belgique (qu'il connaît bien pour avoir enseigné la géographie militaire à l'École de Guerre) et sur la Résistance. Il est commissionné major à la date du 26 juin.

### La libération
Le 10 septembre, il quitte la Grande-Bretagne en avion, en qualité de chef d'état-major de la Mission militaire belge auprès du Commandement supérieur interallié (SHAEF). Le lendemain, il retrouve ses fils: Henri qui s'est engagé à la Royal Navy et Jean qui est devenu parachutiste du Special Air Service (SAS); parmi les frères d'armes de ce dernier, le sergent Hubert de Mûelenaere qui épousera plus tard Sylvianne, la fille d'Henri Bernard.
Devenu chef d'état-major de la 1ère brigade Libération, il est détaché à la 52th Division qui combat sur le front d'Allemagne. Avec elle, il prend part à la bataille de la Reichswald. Vers le 1er mars, il retourne à la brigade Libération. Au début avril, celle-ci est envoyée sur le front des Pays-Bas. Il est malheureusement victime d'un accident le 5 avril, ce qui le privera de participer aux opérations de la brigade jusqu'au jour du cessez-le-feu. Après quelques semaines de convalescence, il reprend du service à l'Inspection générale des troupes, passe ensuite au 1er Centre de renfort et d'instruction et commande l'École de perfectionnement de Boitsfort. Ainsi s'achève sa carrière militaire proprement dite.

## Activités d'enseignement

### Le professeur
Le 12 janvier 1946, il est désigné comme chargé de cours à l'École royale militaire - qui vient de rouvrir ses portes - pour y enseigner l'art militaire, la tactique générale, l'histoire militaire et la géographie. Il est major le 26 juin. Le 13 janvier 1948, il est nommé professeur d'histoire militaire et promu lieutenant-colonel le 26 mars. Il est colonel le 26 mars 1950. Le 1er juin 1951, sa démission est acceptée. Il passe avec son grade et son ancienneté dans les cadres de réserve. Il est nommé professeur civil à l'École royale militaire. Le 1er octobre 1958, il cesse par limite d'âge de faire partie des cadres de réserve. Ajoutons qu'il a été aide de camp du prince régent Charles de Belgique, en 1948 et en 1950. En qualité de membre de l'Armée secrète, il a été reconnu comme "agent de renseignement" avec le grade de capitaine et nommé "major de la Résistance".
Quand il devient chef de la chaire d'histoire militaire à l'École royale militaire, il est animé par le vif intérêt qu'il a toujours porté à cette science. Il a beaucoup appris en combattant au grand jour et dans l'ombre; il est fort de l'expérience qu'il a acquise comme professeur à l'École de Guerre, expérience mise à profit durant les mois qui ont précédé le débarquement. Aussi va-t-il rénover l'enseignement de l'histoire militaire en l'enchâssant dans l'histoire générale, en en dégageant la philosophie plutôt que les faits. En témoignent De Marathon à Hiroshima (3 vol. et 3 atlas, 1949), Par la paix armée vers la guerre totale. Compléments d'histoire contemporaine (1951) et Leçons d'histoire militaire (2 vol. et 2 atlas, 1952). Ajoutons-y Des séismes nationaux aux éruptions mondiales. Compléments d'histoire contemporaine  (1954), La guerre et son évolution à travers les siècles  (2 vol. et 2 atlas, 1956-1957), Guerre totale et guerre révolutionnaire (3 vol. et 3 atlas, 1965-1968). De nombreuses générations d'officiers ont, grâce au professeur Bernard, bénéficié d'une solide formation historique.

### L'historien
La campagne de 1815 ou la faillite de la liaison et des transmissions (1954) est une  contribution intéressante à l'histoire de cette campagne en Belgique. Européen convaincu, le professeur Bernard écrit Terre commune, Histoire des Pays de Benelux, microcosme de l'Europe
(1961-1962). Dans Histoire de la Résistance européenne. La "quatrième force" de la guerre 39-45  (1968), il affirme que les pays occupés de notre continent ont vu se développer la solidarité des Résistants, première manifestation réelle de l'idée européenne. La Résistance 1940-1945 (1968-1969) est le fruit de longues et minutieuses recherches; c'est en fait une introduction à la Résistance belge, une source indispensable pour une étude approfondie de la lutte clandestine belge contre l'occupant. Bernard décrit un aspect de cette lutte dans Un maquis dans la ville. Historique des Milices patriotiques de Schaerbeek (1970). Dans Un Géant de la Résistance: Walthère Dewé (1971, 1973), il nous fait connaître un être exceptionnel qui, comme chef de réseau de renseignement, a rendu d'inestimables services aux Alliés durant les deux guerres mondiales. Bernard retrace avec ferveur la vie d'un de ses grands amis dans Jean del Marmol, une grande figure de l'Armée secrète (1972). Dans La guerre de Sécession des États-Unis, 1861-1865  (1973-1975), il prouve qu'il s'agit déjà d'une véritable guerre totale; il est aussi le premier historien à montrer que les leçons qu'on pouvait en tirer ont été méconnues en 1914-1918 et même en 1939-1940. Pour la première fois en français, il présente une biographie complète du duc de Fer sous le titre Le Duc de Wellington et la Belgique  (1972-1983); nous y apprenons ce que ce pays lui doit après Waterloo et en 1830. Sachant que la Résistance allemande au nazisme était peu connue ou mal comprise, il écrit L'autre Allemagne. La Résistance à Hitler, 1933-1945 (1978). Il clôt la série de ses ouvrages consacrés à la Résistance par Esprit de la Résistance et conscience européenne - Geest van het Verzet en Europees Bewustzijn  (1980); c'est un message qu'il adresse à ceux qui demain feront l'Europe. Ardent défenseur de la dignité de la personne mais n'ayant aucune animosité contre le peuple russe, il écrit Le communisme et l'aveuglement occidental (1982) à l'intention des responsables de la formation et de l'éducation de la jeunesse; il expose l'essence  du marxisme-léninisme plus tard déformé en léninisme-stalinisme. Se basant sur le carnet de campagne de son père, il écrit L'An 14 et la campagne des illusions (1983), contribution non-conformiste à l'histoire de la Première guerre mondiale; il a voulu dévoiler la vérité sur les causes de nombreuses déficiences de l'armée belge pour que le passé soit accepté tel qu'il a été réellement et qu'on en tire un enseignement pour l'avenir. Une étude de la politico-stratégie belge entre 1936 et la fin mai 1940 était indispensable pour la compréhension des tragiques événements que notre pays a vécus jusqu'à la capitulation. C'est pourquoi le professeur Bernard écrit Panorama d'une défaite. Bataille de Belgique-Dunkerque 10 mai-4 juin 1940 (1984).
Il participe à la rédaction de plusieurs ouvrages. Citons Les Dossiers de la Seconde Guerre mondiale (1964); La nouvelle bibliothèque de l'honnête homme (1968) où il écrit le chapitre Philosophie de l'Histoire; Encyclopédie de la guerre 1939-1945 (1977), ouvrage collectif dont il partage la direction avec Marcel Baudot. Avec Roger Gheysens, il écrit La Bataille d'Ardenne. L'ultime Blitzkrieg de Hitler (1984). Il assume la direction d'un ouvrage collectif L'Armée secrète 1940-1944 dont il écrit la postface (1986).
Son œuvre écrite comprend aussi de nombreux articles publiés dans des revues belges et étrangères, vingt-cinq notices pour la Biographie Nationale et la Nouvelle Biographie Nationale. Il faut y ajouter le texte de discours, d'exposés faits à des réunions en Belgique et à l'étranger.
Il déploie aussi son activité dans des sociétés savantes comme le Centre Européen d'Histoire Burgondo-Rhénane (Bâle), la chaire d'Études bourguignonnes de l'Université de Louvain, l'Institute for Strategic Studies (Londres), l'Académie belgo-espagnole d'Histoire.

## Les honneurs
Ayant su mettre à profit sa formation d'ingénieur au cours de sa carrière, il tient à rejoindre l'Association royale des Ingénieurs civils issus de l'École d'Application de l'Artillerie et du Génie. Lorsqu'en 1973, celle-ci célèbre son cinquantenaire en présence du roi Baudouin, Henri Bernard évoque le souvenir des anciens qui se sont distingués dans l'enseignement, la recherche, l'industrie, les affaires.
Fidèle à ses compagnons d'armes, il est de ceux qui fondent le Comité d'action des Forces belges de Grande-Bretagne; il en devient le président d'honneur. L'Union Nationale des Évadés de Guerre lui accorde le même titre.
Sa conduite militaire lui vaut de nombreuses distinctions belges et étrangères; il est notamment fait "Commander of the British Empire". Lors de l'entrée en 1977 des nouvelles promotions à l'École royale militaire et de la prestation de serment des officiers-élèves, le roi lui remet la plaque de grand-officier de l'Ordre de Léopold. Il lui confère le titre de baron en 1986. En souvenir du professeur prestigieux, du résistant, l'École militaire donne à la promotion polytechnique qui entre en 1989 le nom de "promotion professeur baron Henri Bernard".
Travailleur infatigable que la mort a enlevé en pleine activité, il laisse une œuvre considérable internationalement appréciée. Il a reçu le Premier prix de la Fondation Hubert Pierlot pour La Résistance 1940-1945, le Prix Bernheim pour Un Géant de la Résistance : Walthère Dewé, le Prix des Scriptores Catholici pour Le Duc de Wellington et la Belgique.
Le professeur Henri Bernard s'est toujours mis au service de la vérité. Deux idées-forces l'ont particulièrement guidé: l'union de l'Europe et le rejet du totalitarisme. Il les a brillamment défendues par l'action, la plume et la parole. Un style clair et imagé, parfois incisif, traduit sa pensée. Doué d'un grand talent oratoire, il a été un professeur convaincant dont se souviennent ses élèves, un conférencier qui captivait ses auditeurs.

## Œuvres
- De Marathon à Hiroshima, Bruxelles, Impr. médicale et scientifique, 1949.
- Par la paix armée vers la guerre totale, Bruxelles, Impr. méd. et sc., 1951.
- Leçons d'histoire militaire, Bruxelles, Impr. méd. et sc., 1952.
- Des séismes nationaux aux éruptions mondiales, Bruxelles, Impr. méd. et sc., 1954.
- La campagne de 1815 ou la faillite de la liaison et des transmissions, Impr. méd. et sc., 1954.
- La guerre et son évolution à travers les siècles, Bruxelles, Impr. méd. et sc., 1957.
- Terre commune, Bruxelles, Brepols, 1961.
- Guerre totale et guerre révolutionnaire, Bruxelles, Impr. méd. et sc., 1965.
- Histoire de la résistance européenne, Verviers, Éditions Gérard, 1968.
- La Résistance 1940-1945, Bruxelles, La Renaissance du Livre, 1969.
- Un maquis dans la ville, Bruxelles, La Renaissance du Livre, 1970.
- Un géant de la résistance, Walthere Dewé, Bruxelles, La Renaissance du Livre, 1971.
- Jean del Marmol, Bruxelles, Pierre De Meyere Éditeur, 1972.
- Le duc de Wellington et la Belgique, La Renaissance du Livre, 1973.
- La guerre de Sécession, Bruxelles, Pierre De Meyere Éditeur, 1973.
- L'autre Allemagne, Bruxelles, La Renaissance du Livre, 1976.
- In memoriam général L.A.J. Bernard 1862-1928, Bruxelles, 1979.
- Esprit de la Résistance et conscience européenne, Bruxelles, La Renaissance du Livre, 1980.
- Le communisme et l'aveuglement occidental, Bruxelles, Éditions André Grisard, 1982.
- L'an 14 et la campagne des illusions, Bruxelles, La Renaissance du Livre, 1983.
- La bataille d'Ardenne, Paris/Gembloux, Éditions Duculot, 1984.
- Panorama d'une défaite, Paris/Gembloux, Éditions Duculot, 1984.

## Iconographie
- Médaille par René Cliquet.
- Portrait (aquarelle) par Marcel Siraut.